# اتانول

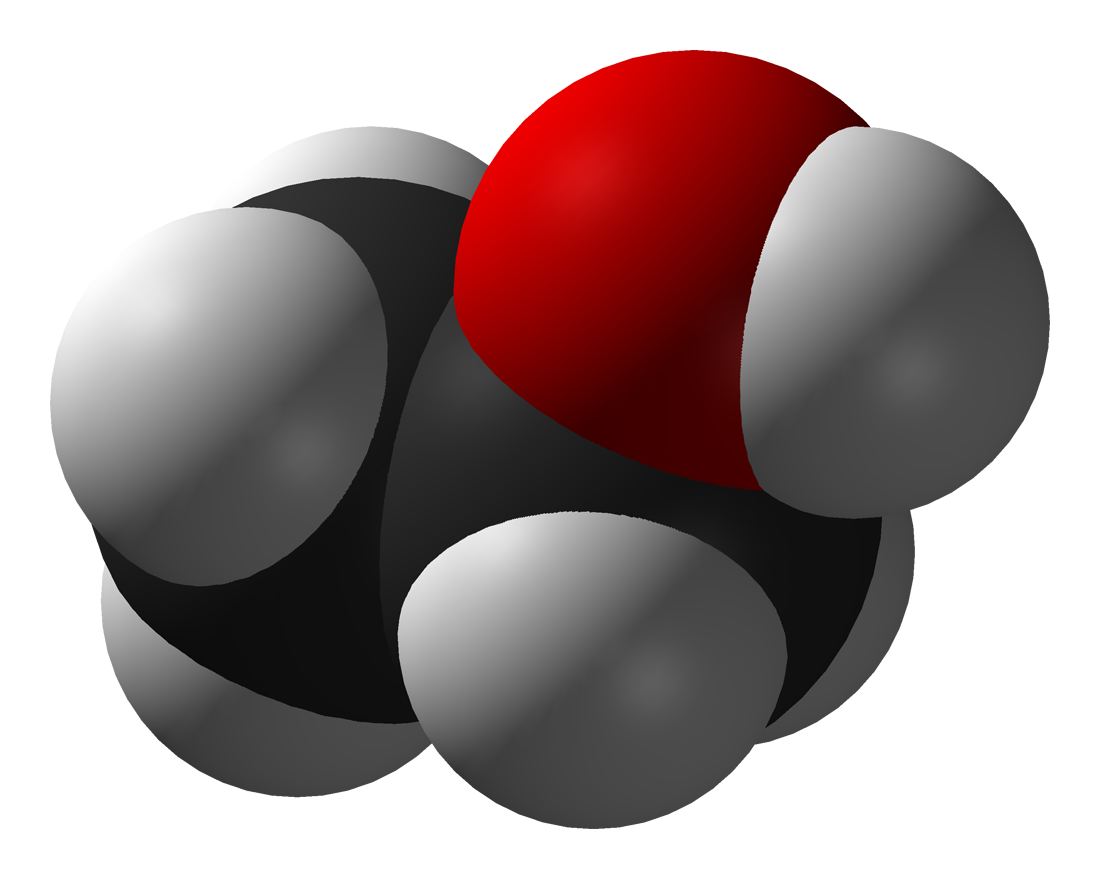
مدل مولکول اتانول

اتانول یا الکل اتیلیک یا اتیل الکل یا الکل میوه با فرمول شیمیایی C۲H۵OH ترکیبی شیمیایی با بوی خاص و آتش‌گیری است که در نوشیدنی‌های الکلی وجود دارد. این نوع الکل دارای خاصیت مست‌کنندگی است و در نوشیدنی‌های الکلی با درصدهای مختلف پیدا می‌شود. علاوه بر این در صنایع مختلف کاربرد فراوان دارد. این کاربردها در عطر‌ها و ادکلن‌ها و همچنین در وانیل و همچنین به‌عنوان سوخت در برخی خودروهای جدید است. از این الکل در صنایع عطر سازی و برخی دهان‌شویه‌ها هم استفاده می‌کنند.
مخمر آبجو، یا مخمر نانوایی قارچی است که با جوانه‌زدن تکثیر می‌شود، اگر این قارچ در کنار یک مادهٔ قندی تخمیر شود، موادی از خود خارج می‌کند که خاصیت آنزیمی داشته و موجب دگرگونی قند می‌شود. در بین قندها، فروکتوز یا قند میوه به فرمول C۶H۱۲O۶ است که در میوه‌های شیرین و انگور وجود دارد که پس از تخمیر باعث ایجاد الکل و گاز دی‌اکسید کربن می‌شود.

## تاریخچه
اتانول برای انسان از دوران باستان شناخته شده بود، زیرا این ماده، جزء اصلی مشروبات الکلی است. جداسازی آن به صورت اتانول نسبتاً خالص احتمالاً اولین بار توسط جابر بن حیان که صنعت تقطیر را گسترش داد، انجام شده است. البته بیشتر گمان می‌رود که اتانول خالص توسط زکریای رازی دانشمند ایرانی تولید شده باشد.

## فرایند تولید
اتانول مورد استفاده در نوشابه‌های الکلی توسط فرایند تخمیر از متابولیسم گلوکز توسط گونه مخصوصی از مخمرها در غیاب اکسیژن تولید می‌شود و در پایان فرایند تخمیر غلظت اتانول را با تقطیر بالا می‌برند. برای مخلوط اتانول با آب بالاترین نقطه آزئوتروپ جوش برای ۹۵٪ الکل و ۵٪ آب است؛ بنابراین جزء تقطیر شده مخلوط اتانول و آب نمی‌تواند خالصتر از ۹۵ درصد باشد. برای تولید اتانول خالص‌تر، مقدار کمی بنزن به آن اضافه می‌شود.
بنزن، آزئوتروپ سه‌گانه‌ای با آب و اتانول تشکیل می‌دهد و مخلوط دوباره تقطیر می‌شود. نتیجه این فرایند بدست آوردن اتانول بدون آب است. با این همه چند ppm بنزن در اتانول باقی می‌ماند که جذب آن در بدن از مشخصه‌های آسیب کبدی است که در افراد الکلی دیده می‌شود.
برای آب زدایی از اتانول استفاده از پمپ خلأ نیز مرسوم است.

## تولید اتانول صنعتی
سوخت اتانول، سوخت نسبتاً خوبی برای موتورهاست و در صنعت، به‌صورت‌های مختلفی استفاده می‌شود. اتانول مورد مصرف در صنعت را معمولاً از واکنش کاتالیزوری آب با اتیلن تولید می‌کنند. این یک واکنش افزایشی است که در آن یک مولکول آب شکافته شده، قطعات حاصل از آن به اتم‌های کربن در پیوند دوگانه اضافه می‌شود. این فرایند تولید اتانول اقتصادی‌تر از تولید آن با مخمر است.

## خواص فیزیکی
اتانول، مایعی قابل احتراق و بی‌رنگ بوده، یکی از انواع الکل‌های موجود در نوشابه‌های الکلی است. گرانروی آن، مانند آب است و بوی نسبتاً تندی دارد. در صنعت به عنوان حلال و ماده واسطه شیمیایی برای تولید بیشتر ترکیبات آلی استفاده می‌شود. به دلیل تشکیل پیوند هیدروژنی با هر نسبتی در آب حل می‌شود. اتانول در مقایسه با ترکیبات آلی که وزن مولکولی یکسانی با آن دارند، نقطه جوش بالاتری دارد.
به عنوان مثال نقطه جوش پروپان که تقریباً وزن مولکولی برابری با اتانول دارد، ۴۲- درجه سانتی‌گراد است، درحالی‌که نقطه جوش اتانول ۷۸ درجه سانتی‌گراد است. دلیل این اختلاف، وجود پیوندهای هیدروژنی مربوط به گروه OH است که نیروی جاذبه میان مولکول‌های مجاور را افزایش می‌دهد. اتانول خاصیت ضعیف اسیدی و بازی از خود نشان می‌دهد که خاصیت بازی آن به دلیل جفت الکترون تنهای اکسیژن بوده و خاصیت اسیدی آن، بخاطر پیوند هیدروژن با عنصر الکترونگاتیو اکسیژن است. اتانول با فلزات فعال (Na و K و Mg و …) وارد واکنش شده، اتوکسید ایجاد می‌کند.

## کاربرد

فواید استفاده از الکل در حد عادی (رنگ سبز) و مضرات استفاده بیش از حد (رنگ قرمز)

اتانول به دلیل نقطه انجماد پائین در صنعت ضدیخ‌سازی استفاده می‌شود. حلال بسیار خوبی است و در صنعت عطرسازی، رنگسازی و … استفاده می‌شود. محلول ۷۰ تا ۸۰ درصد آن به عنوان محلول ضدعفونی‌کننده کاربرد دارد.

### پزشکی

#### داروی بیهوشی
اتانول قدیمی‌ترین آرام بخش شناخته شده است که به عنوان یک بیهوشی عمومی خوراکی در طی جراحی در بین‌النهرین باستان و در قرون وسطی مورد استفاده قرار می‌گرفته است.مسمومیت با اتانول از غلظت حدود %۰/۰۳ تا %۰/۰۵ در خون شروع می‌شد و هنگامی که این غلظت به حدود ۰/۴٪ رسید، منجر به کمای القایی می‌شده است.
با این حال، این استفاده خطر بالای مسمومیت کشنده با الکل و آسپیراسیون ریوی در استفراغ را به همراه داشت، که منجر به استفاده از جایگزین‌هایی در دوران باستان، مانند تریاک و شاهدانه و بعداً دی اتیل اتر از دهه ۱۸۴۰ شد.

#### ضد عفونی کننده
اتانول در دستمال‌های پزشکی و معمولاً در ژل‌های ضدباکتری و ضدعفونی‌کننده دست به‌عنوان یک ضدعفونی‌کننده به دلیل اثرات باکتری‌کشی و ضدقارچی آن استفاده می‌شود.اتانول با حل کردن دولایه لیپیدی غشا و دناتوره کردن پروتئین‌های آن‌ها میکروارگانیسم‌ها را می‌کشد و در برابر اکثر باکتری‌ها، قارچ‌ها و ویروس‌ها مؤثر است. با این حال، در برابر درون هاگ‌های باکتری‌ها بی اثر است که در آن مورد از هیدروژن پراکسید استفاده می‌کنند.
محلول اتانول ۷۰ درصد مؤثرتر از اتانول خالص است زیرا اتانول برای فعالیت ضد میکروبی بهینه به مولکول‌های آب متکی است. اتانول خالص ممکن است میکروب‌ها را بدون از بین بردن آنها غیرفعال کند زیرا الکل قادر به نفوذ کامل به غشای میکروب نیست.
اتانول همچنین می‌تواند به عنوان یک ضد عفونی کننده و گندزدای داخل بدن انسان استفاده شود زیرا با برهم زدن تعادل اسمزی در غشای سلولی باعث کم‌آبی سلولی می‌شود، بنابراین آب سلول را ترک می‌کند که منجر به مرگ سلول می‌شود.

#### پادزهر
اتانول ممکن است به عنوان پادزهر برای مسمومیت با اتیلن گلیکول و مسمومیت با متانول به کار رود. اتانول این فرایند را با عمل به عنوان یک بازدارنده رقابتی در برابر متانول و اتیلن گلیکول برای الکل دهیدروژناز انجام می‌دهد.
اتانول با اینکه عوارض جانبی بیشتری دارد اما به دلیل ارزان‌تر و در دسترس بودن نسبت به فومپیزول (یک نوع پادزهر برای اتیلن گلیکول و متانول) همچنان به عنوان پادزهر برای موارد فوق به کار می‌رود.

#### حلال دارویی
اتانول، اغلب در غلظت‌های بالا، برای حل کردن بسیاری از داروهای نامحلول در آب و ترکیبات مرتبط استفاده می‌شود. برای مثال، آماده‌سازی‌های مایع داروهای ضد درد، داروهای سرفه و سرماخوردگی، و دهان‌شویه‌ها، ممکن است تا ۲۵ درصد اتانول داشته باشند.
و ممکن است لازم باشد در افرادی که واکنش‌های نامطلوب به اتانول دارند، مانند واکنش‌های تنفسی ناشی از الکل، از مصرف آنها اجتناب شود.
اتانول عمدتاً به عنوان یک نگهدارنده ضد میکروبی در بیش از ۷۰۰ داروی مایع از جمله استامینوفن، مکمل‌های آهن، رانیتیدین، فوروزماید، مانیتول، فنوباربیتال، تری متوپریم/سولفامتوکسازول و داروهای سرفه بدون نسخه وجود دارد.

#### فارماکولوژی
در پستانداران، اتانول عمدتاً توسط آنزیم‌های الکل دهیدروژناز در کبد و معده متابولیزه می‌شود. این آنزیم‌ها اکسیداسیون اتانول به استالدئید (اتانال) را کاتالیز می‌کنند:
CH3CH2OH + NAD+ → CH3CHO + NADH + H+

### تفریحی
اتانول به عنوان یک ضعیف کننده سیستم عصبی مرکزی یکی از رایج‌ترین داروهای روانگردان مصرفی است.
با وجود خواص روانگردان، اعتیادآور و سرطان زا الکل، در اکثر کشورها به راحتی در دسترس و قانونی برای فروش است. قوانینی وجود دارد که فروش، صادرات/واردات، مالیات، تولید، مصرف و در اختیار داشتن مشروبات الکلی را تنظیم می‌کند. رایج‌ترین مقررات ممنوعیت برای خردسالان است.

### سوخت

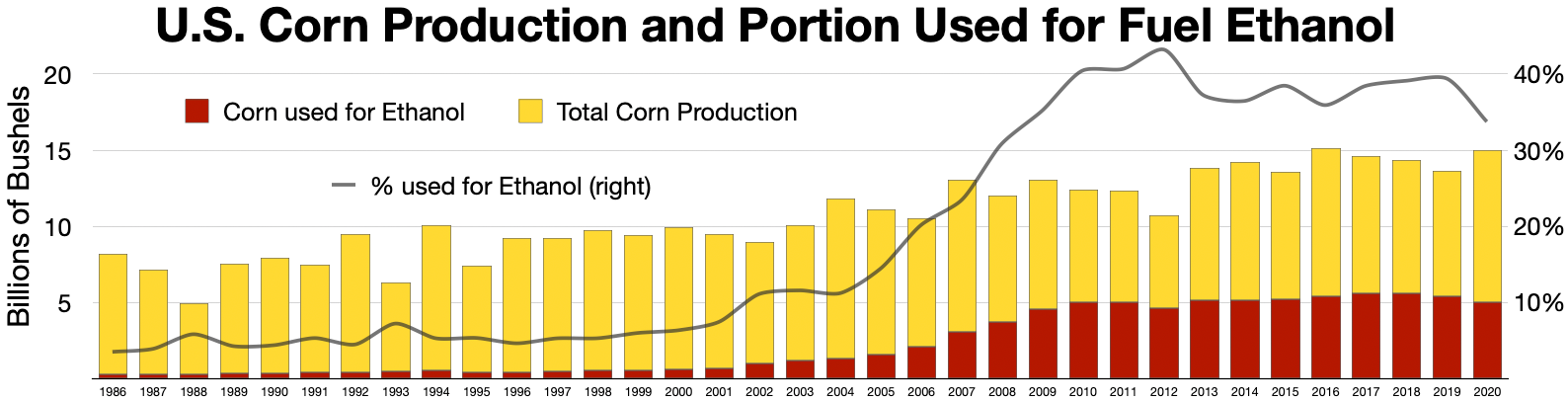
نمودار تولید ذرت و اتانول از آن در ایالات متحده آمریکا
کل ذرت تولیدی
ذرت مورد استفاده برای تولید اتانول
درصد ذرت مورد استفاده برای تولید اتانول

## اتانول برای چیست ؟ (کاربردهای اتانول)
الکل اتیلیک (که به آن اتانول یا الکل میوه ) به‌ دلیل خاصیت ضد باکتریایی و ضد قارچی، قیمت مناسب، در ژل‌ ضدعفونی‌ کننده دست و دستمال‌ مرطوب پزشکی مورد استفاده قرار می گیرد. این الکل گاهی به عنوان پادزهر برای مسمومیت با اتیلن گلیکول یا متانول تجویز می شود.
الکل میوه، می تواند بسیاری از داروهای نامحلول در آب را حل می کند.  مثلاً، در بعضی مسکن‌ و دهانشویه‌ از محلول ۱% تا ۲۵% اتانول به عنوان حلال استفاده می شود. در دهانشویه‌، این الکل به حل شدن مواد مؤثری مانند منتول، اکالیپتوس و تیمول کمک می کند و باعث می شود این مواد راحتتر به پلاک دندان نفوذ کنند.
از آنجایی که الکل چوب به راحتی با آب و ترکیبات آلی مخلوط می‌ شود، در ساخت رنگ‌، لاک‌، جلا دهنده‌ و پاک‌کننده‌ خانگی به عنوان یک حلال موثر کاربقرد دارد. خواص ضد میکروبی آن، میکرو ارگانیسم‌ مضر را حذف می کند.
در شربت‌های سرماخوردگی و سرفه هم از الکل میوه استفاده می کنند تا هم مواد موثر را در خود حل کند و هم ماندگاری محصول را افزایش دهد.
در صنعت، اتانول برای تولید اتیل استر ها، اسید استیک، دی اتیل اتر و اتیل آمین‌ مورد استفاده قرار می گیرد. توانایی آن در حل کردن ترکیبات قطبی و غیرقطبی، آن را به یک حلال همه‌کاره تبدیل می کند.
با نقطه ذوب -۱۱۴.۱ درجه سانتیگراد، اتانول در حمام‌ سرد آزمایشگاهی و ساخت دماسنج استفاده می شود. به طور موثری رنگها را رقیق می کند، بقایای رنگ را از قلم‌موها پاک و لکه های ماژیک تخته سفید را تمیز می کند.